# Villa médicéenne de Poggio a Caiano
La villa médicéenne de Poggio a Caiano fut construite sous les ordres de Laurent de Médicis dit Laurent le Magnifique et de ses héritiers selon les plans de Giuliano da Sangallo durant la Renaissance italienne. 
Elle est située sur la commune de Poggio a Caiano dans la province de Prato en Toscane.

## Histoire
Sa construction débute en 1485, et c'est dans une des écuries, spécialement aménagée et chauffée pour elle, que la girafe Médicis se blessa et mourut en 1486. 
Les travaux ont probablement été interrompus entre 1495 et 1513 pendant l’exil des Médicis de Florence. 
La Villa est remarquable pour le portail de via Pratese par Giorgio Vasari qui a été ajouté en 1562, et pour un ensemble de fresques dont L'Apothéose de Cosme l'Ancien d'Anton Domenico Gabbiani, Vertumne et Pomone du Pontormo, L’Hommage à César d’Andrea Del Sarto, Le Triomphe de Cicéron de Franciabigio, Les fresques d’Hercule, de Scipion l'Africain et du consul Flamininus du peintre Alessandro Allori (de 1578 à 1582).
C'est dans cette villa que François Ier de  Médicis et sa femme Bianca Cappello furent empoisonnés en 1587, probablement sur les ordres du cardinal Ferdinand, futur Ferdinand Ier de Médicis.

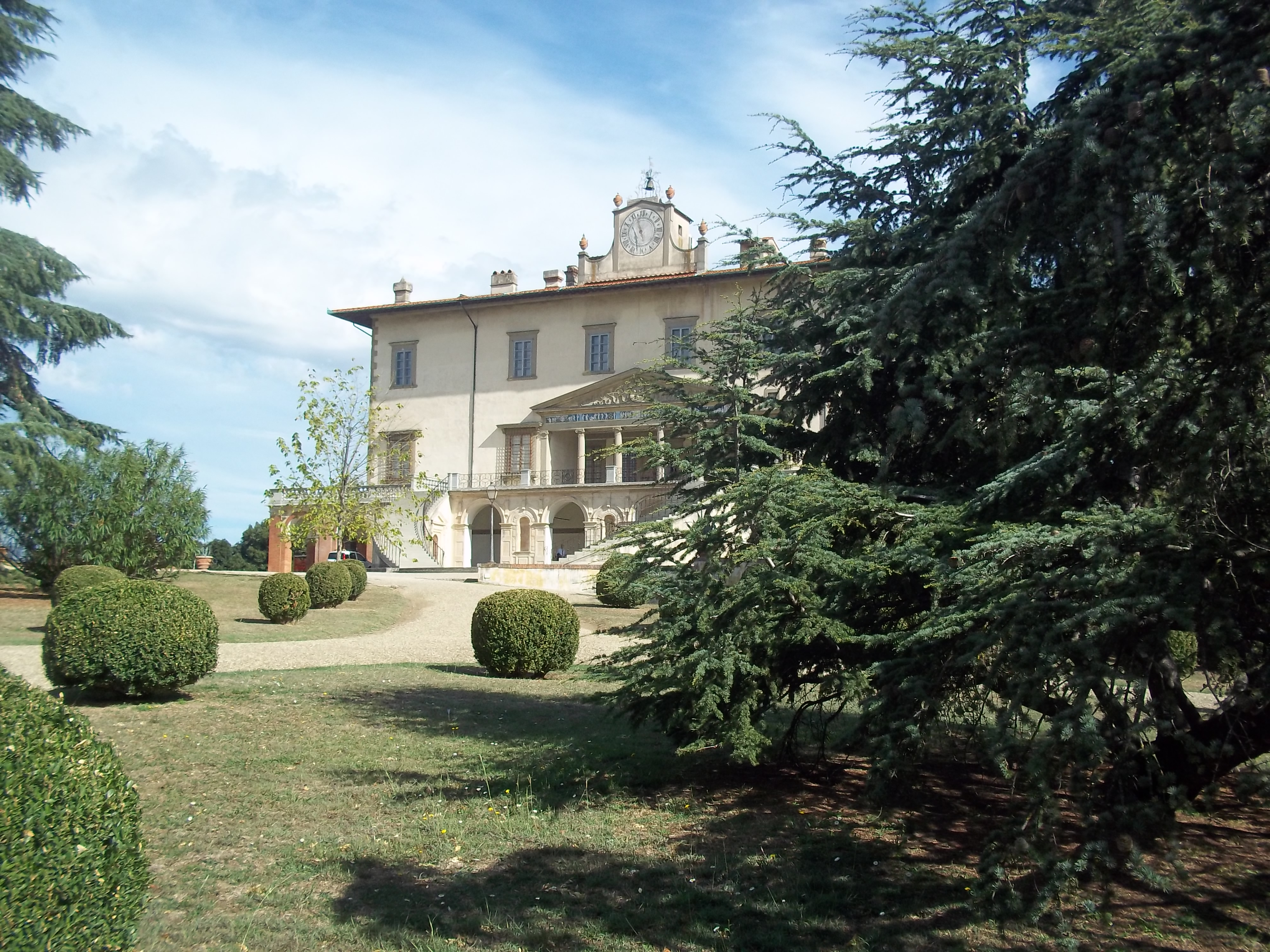
Entrée de la Villa vue depuis le jardin

À la fin du XVIIIe siècle la villa accueillait des collections de peintures, entre autres celle constituée par le cardinal Léopold de Médicis. Le Sacrifice d'Isaac par Johann Liss, aujourd'hui aux Offices, en faisait partie. Depuis 2007, la villa accueille au second étage le musée de la nature morte.
Le grand escalier d'accès à la terrasse n'a été construit qu'au début du XIXe siècle (1801-1811).

## Description

### Extérieur
L'extérieur de la villa conserve pour l'essentiel la structure imaginée par Sangallo, à l'exception du double escalier courbe conçu en 1807 par Pasquale Poccianti pour remplacer les deux rampes originales rectilignes, perpendiculaires à la façade de la villa, et de la tour à l'horloge, ajoutée au XVIIe siècle.
Le corps de l'édifice est entouré d'une terrasse sur arcades, communiquant avec la loggia centrale, couronnée d'un fronton au tympan orné de bas-reliefs. La frise en terre cuite émaillée à trois couleurs (blanc, bleu et vert), copie de 1986, dont l'original se trouve dans une salle du premier étage, évoque des allégories d'inspiration mythologique chères à Laurent de Médicis. L’œuvre de 14,22 mètres de longueur et haute de 58 centimètres est d'attribution et de datation incertaine. Elle fut longtemps attribuée au grand sculpteur Andrea Sansovino mais il se pourrait que son exécution fut supervisée par Giuliano da Sangallo. Reste qu'elle est aujourd’hui attribuée au médailliste Bertoldo di Giovanni (1440-1491) et à ses collaborateurs (catalogue exposition Le corps et l'âme, Louvre 2020, n°45 p. 164).
Le mur droit de la loggia porte une fresque représentant le Sacrifice de Laocoon, de Filippino Lippi.

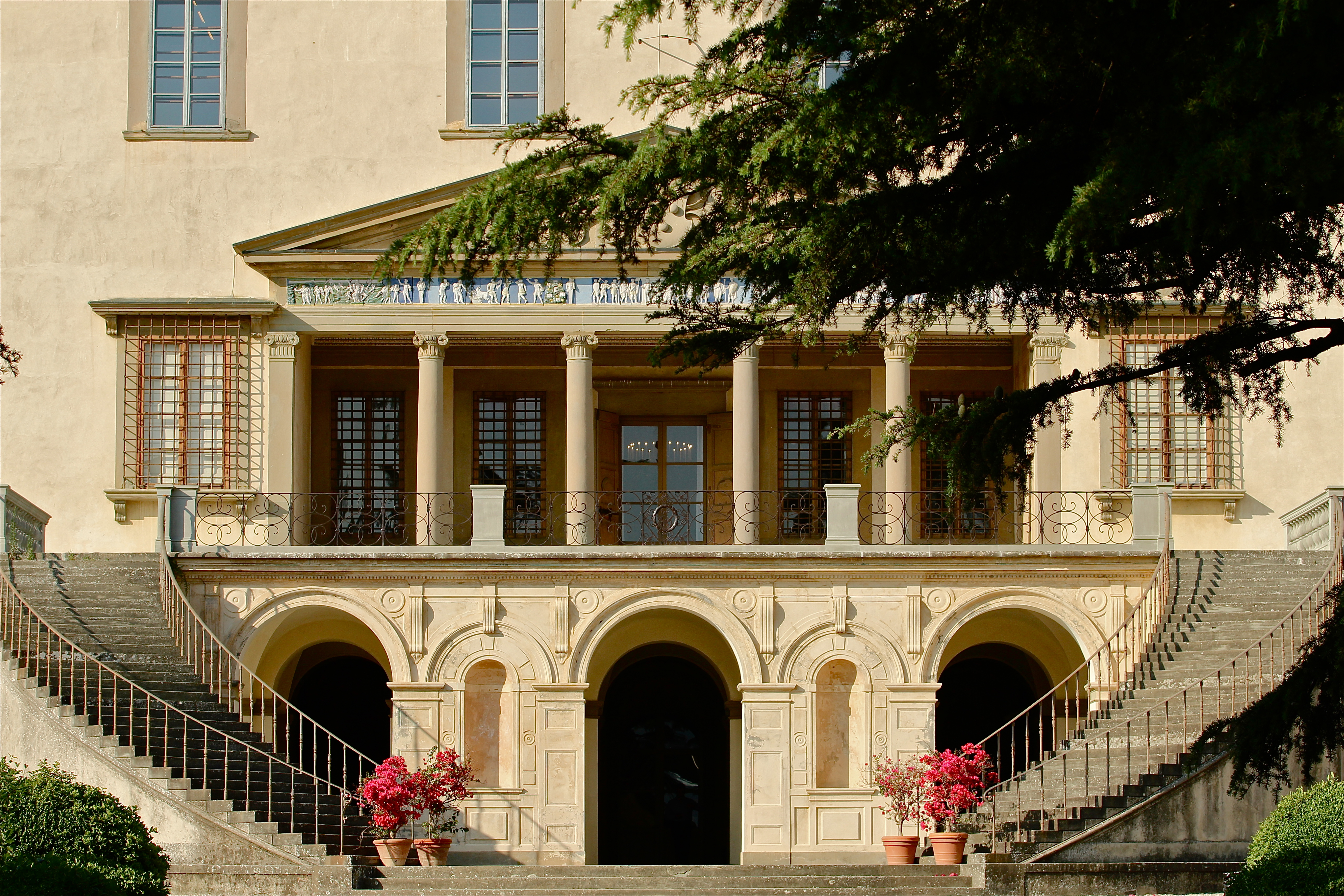
La loggia et l'escalier double.
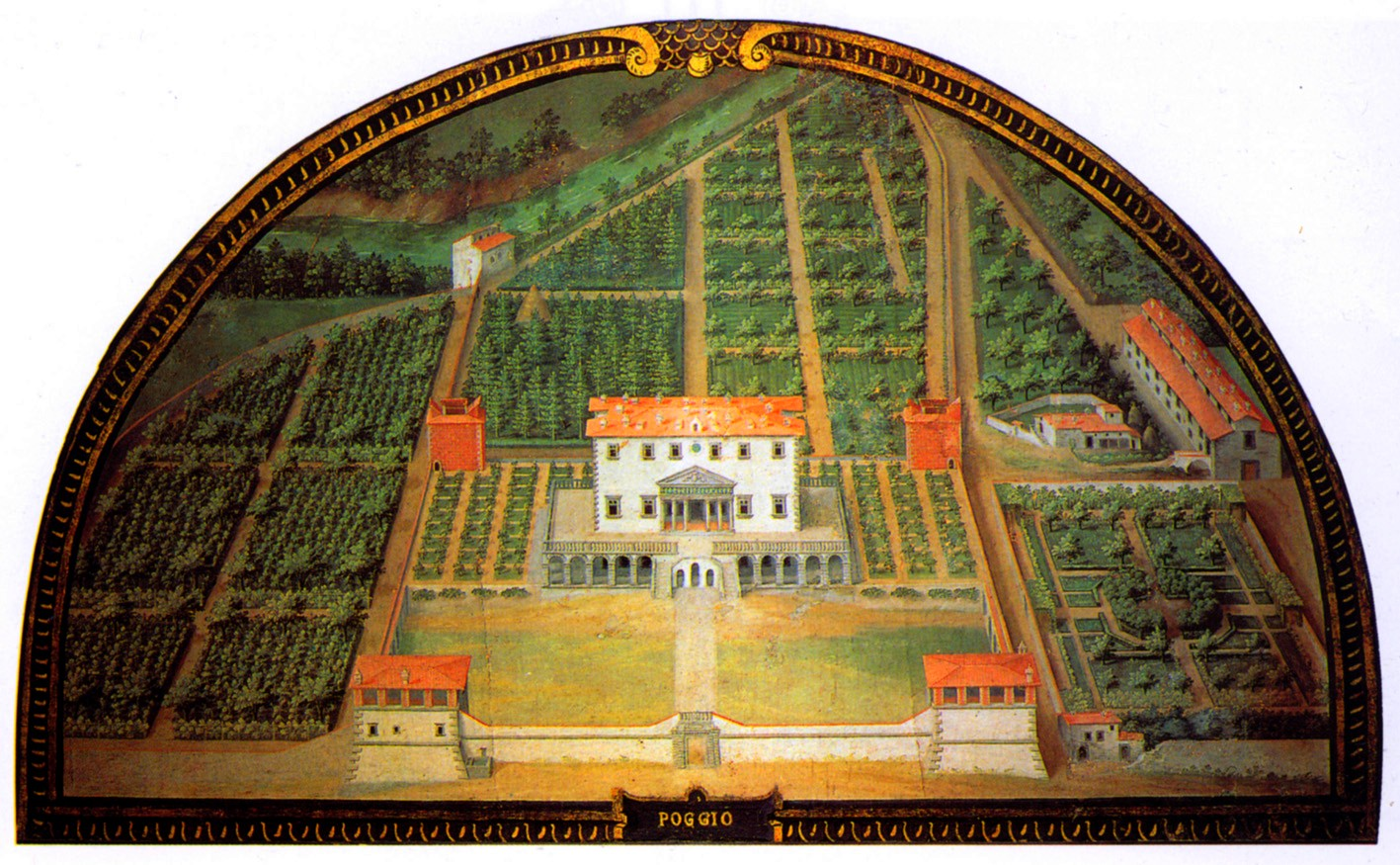
La villa sur un médaillon de Giusto Utens.
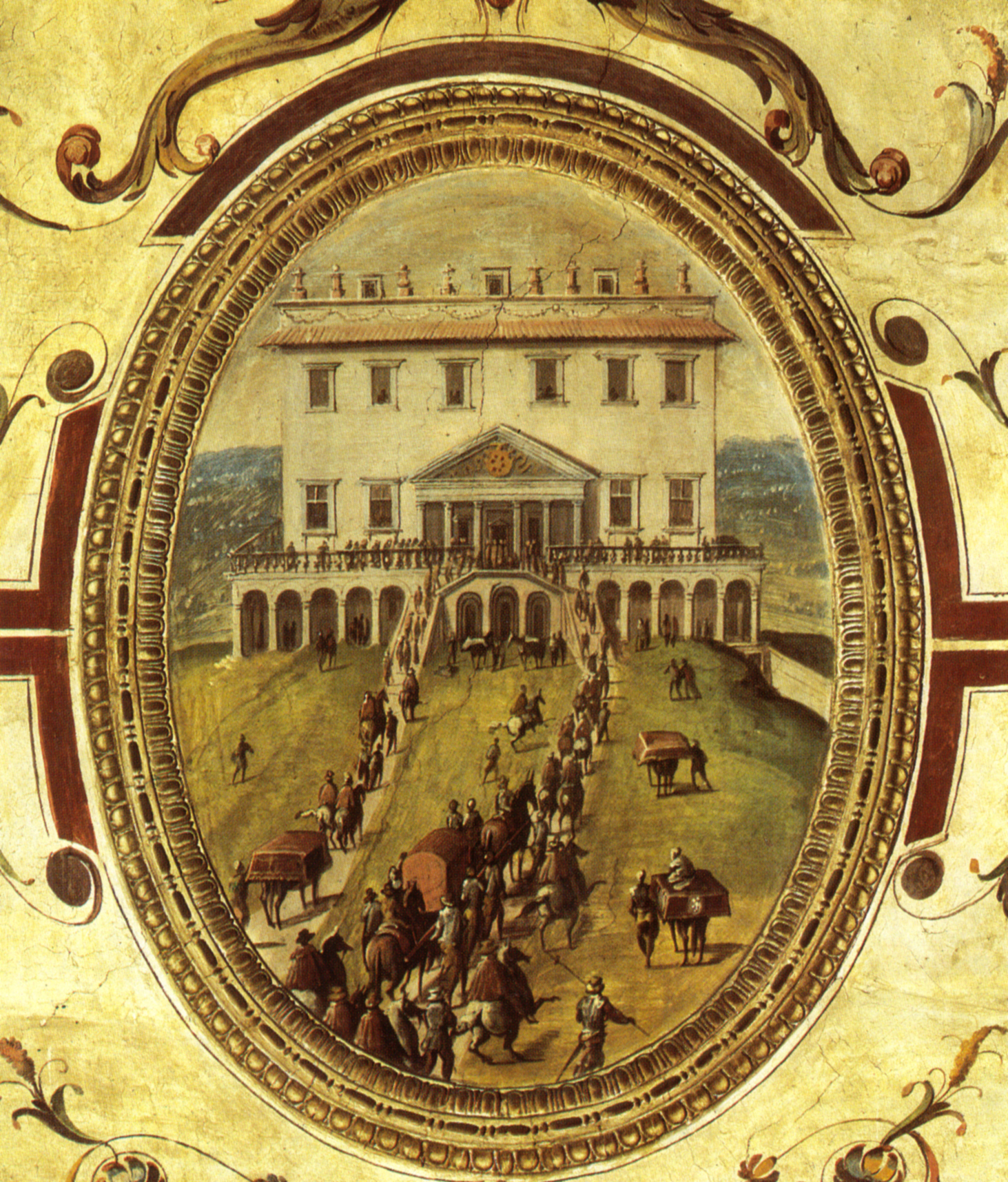
La villa selon Giovanni Stradano.

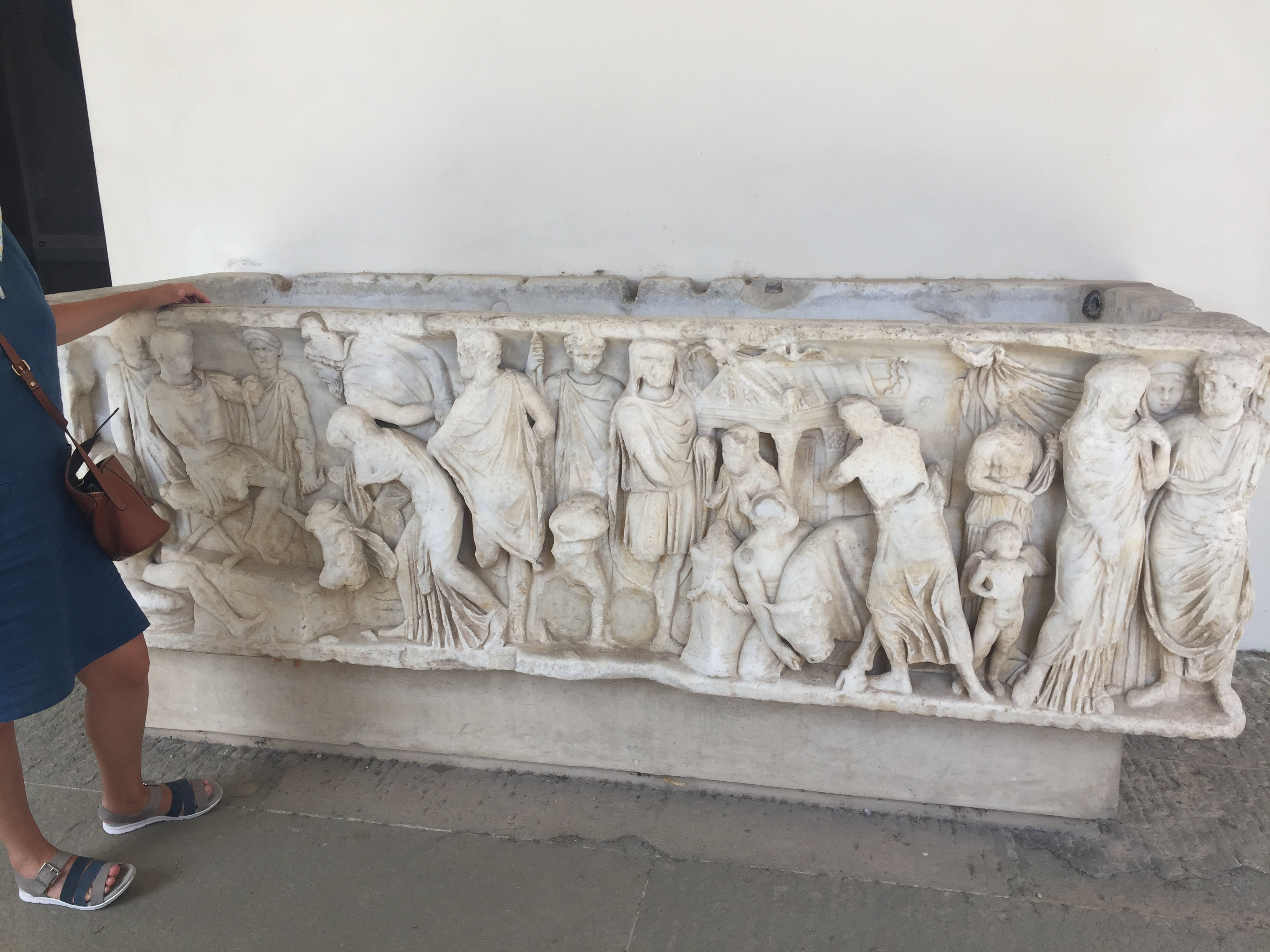
Sarcophage à l’entrée inférieure de la Villa
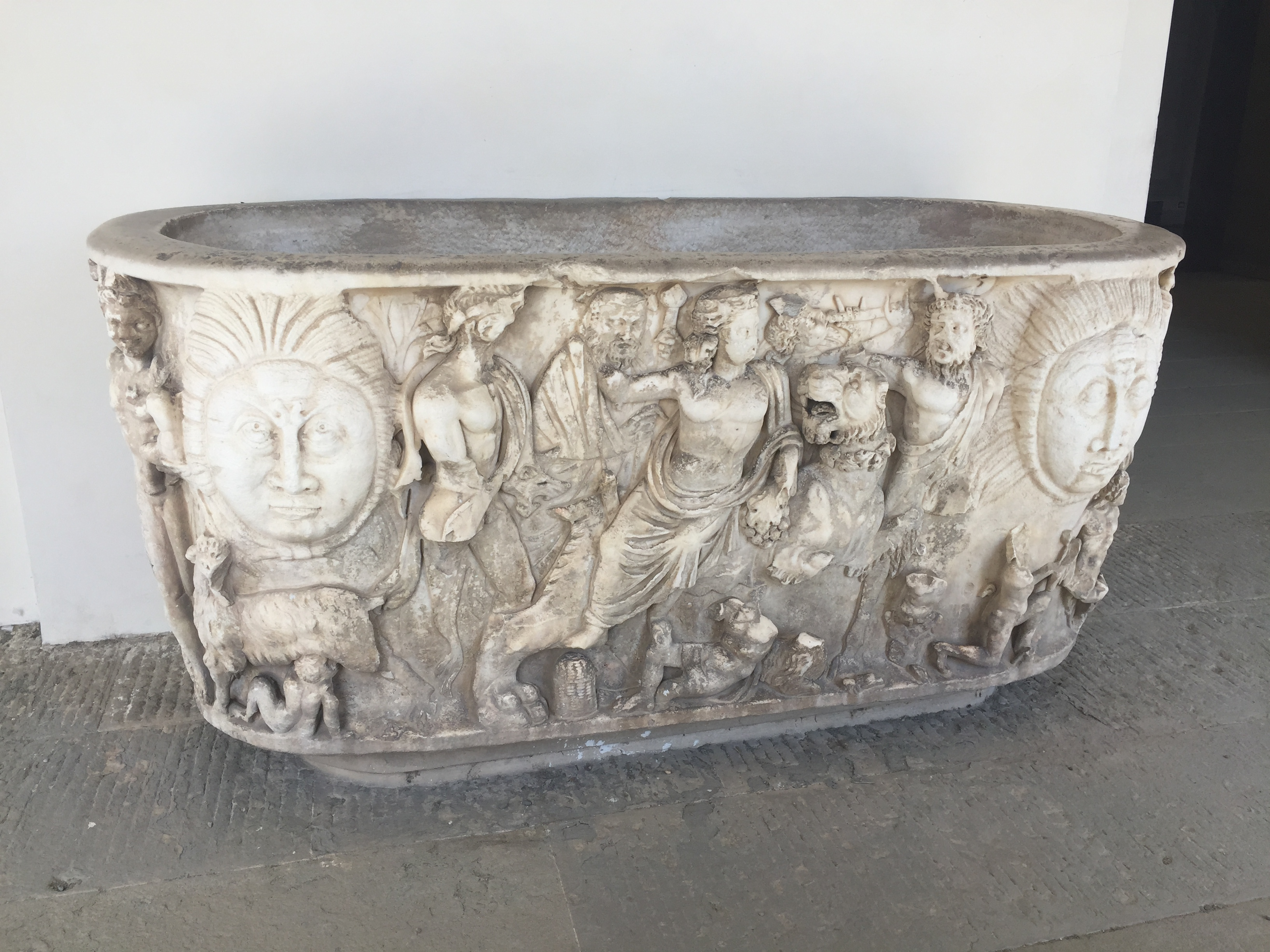
Autre sarcophage de l’entrée inférieure de la Villa

### Intérieur
L'intérieur de la villa a subi au cours des siècles diverses transformations qui en ont modifié l'aspect original voulu par Giuliano da Sangallo.

#### Rez-de-chaussée
À l'origine d'importance secondaire par rapport au piano nobile, ce niveau, hormis les appartements de Bianca Cappello, a été mis en valeur par la suite. 
Le hall d'entrée, dont les murs sont recouverts d'un enduit jaune clair, est essentiellement dédié à Victor-Emmanuel II et au plébiscite qui a uni la Toscane au nouveau Royaume d'Italie.
On entre ensuite dans le théâtre (Teatro delle Commedie) qu’a fait aménager avant 1675 Marguerite-Louise d'Orléans, l’épouse peu appréciée de Côme III, reléguée à Poggio a Caiano.

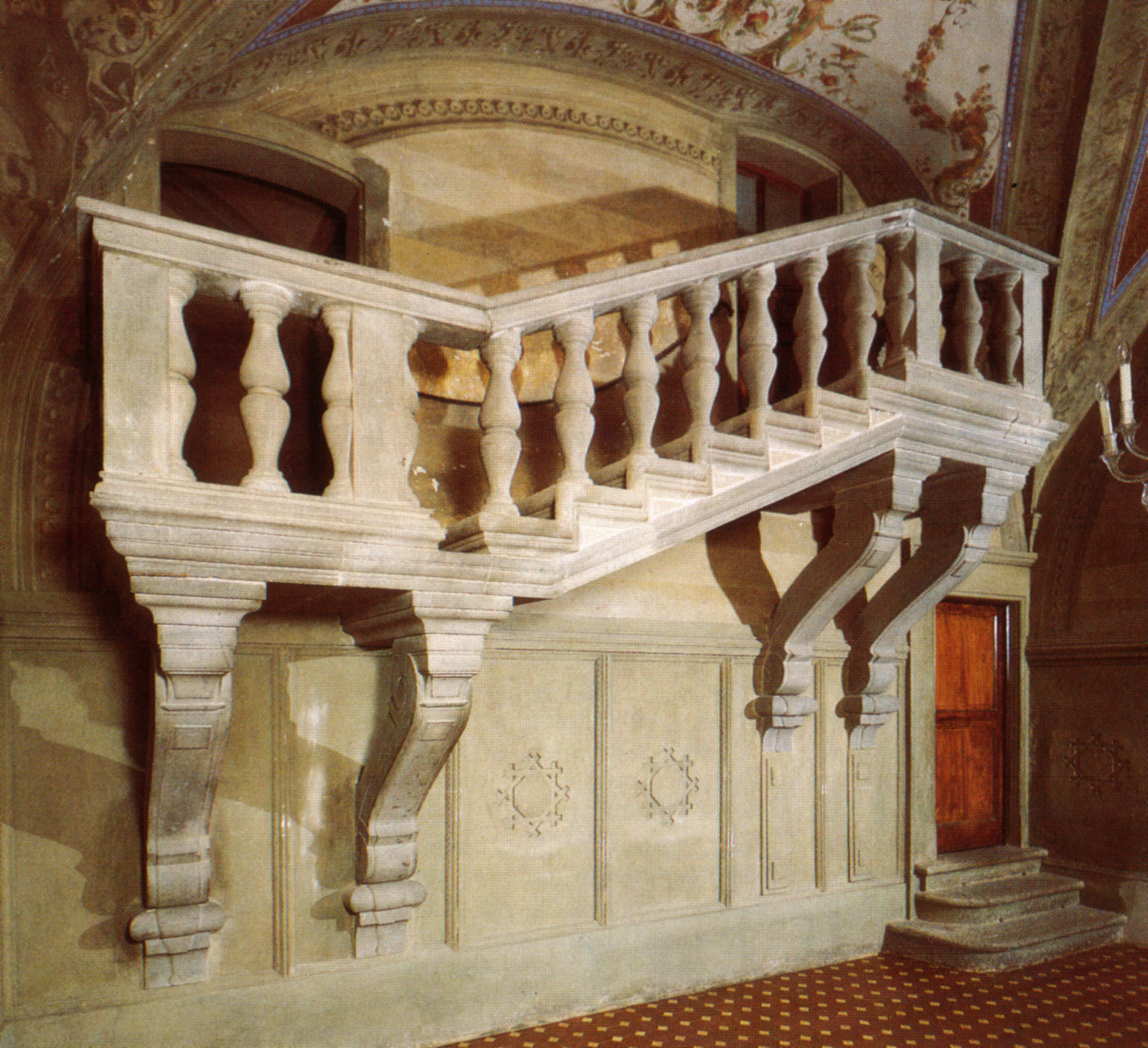
L'escalier de Bianca Cappello.

Suit la salle du billard (sala dei Biliardi), dont le style fait référence à la maison de Savoie.
De là, on accède sur la droite aux appartements de Bianca Cappello, où l'on perçoit plus qu'ailleurs l'esprit Renaissance de la villa. Bianca Cappello était une noble Vénitienne très cultivée et raffinée, qui entretint une relation intense et secrète avec le grand-duc François Ier, qui lui fit aménager ces appartements. Après la mort de l'épouse de François, Jeanne d'Autriche (1578), ils se marièrent et vécurent dans la villa. Ils y trouvèrent la mort en octobre 1587, probablement empoisonnés.
La première pièce, une simple antichambre, abrite trois tableaux à thèmes bibliques attribués à Paul Véronèse et une pietà de Giorgio Vasari. La salle de la cheminée (Stanza del Camino) conserve encore sa cheminée aux superbes atlantes. La chambre de la duchesse (qui ne se visite pas) a été complètement réaménagée au XIXe siècle. L’escalier en pietra serena, près de la cheminée, donne accès par deux portes au niveau supérieur, où se trouve la chambre du roi Victor-Emmanuel II ; c'est probablement là qu'était située à l'époque celle de François Ier.

#### Piano nobile

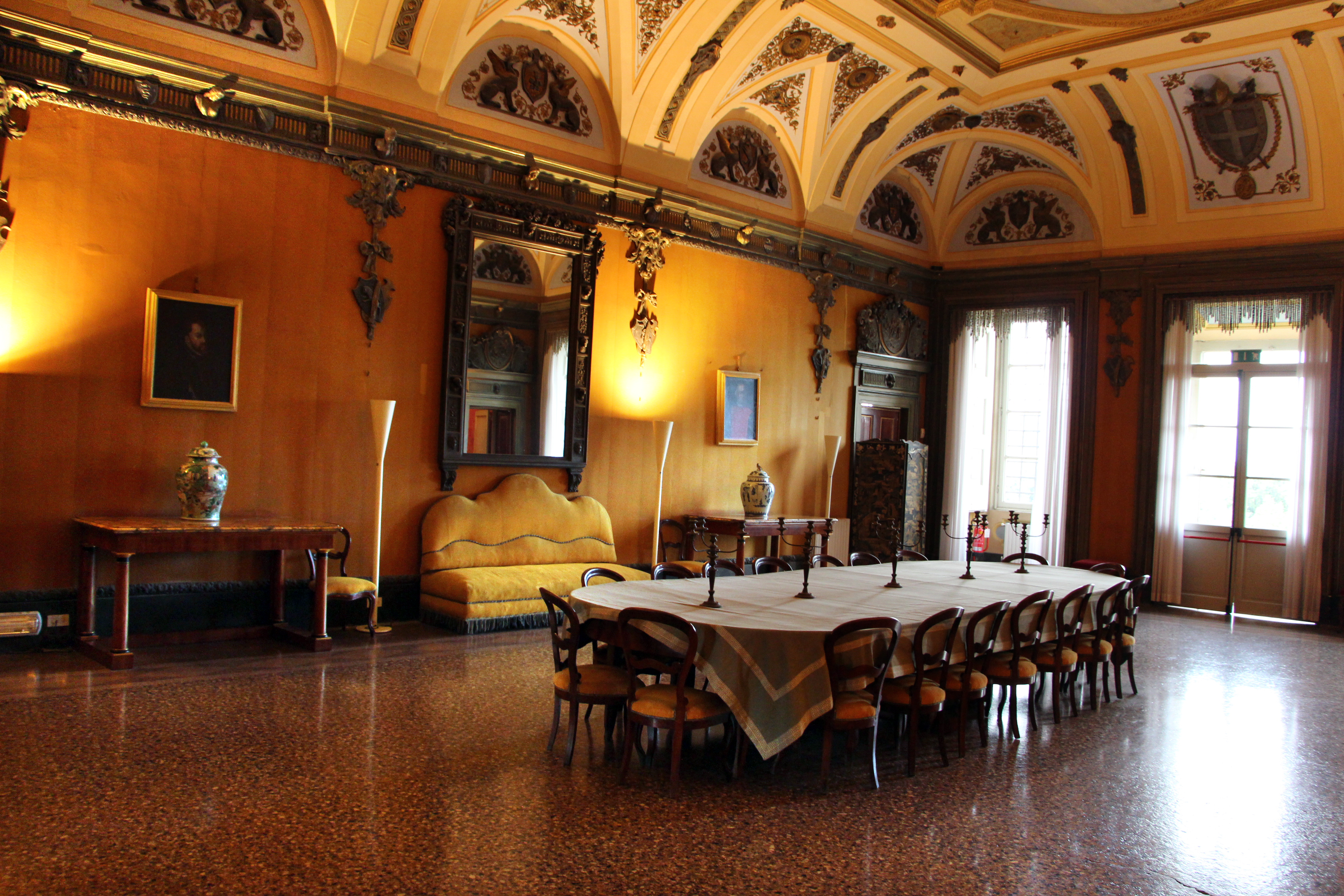
Salle à manger.

Le premier étage (piano nobile) est l'espace le plus intéressant de la villa, notamment pour les superbes fresques qui ornent murs et plafonds.
Le salon Léon X, placé au centre de l'édifice, fut terminé vers 1513. Le plafond est dû au moins en partie à Sangallo. Les fresques constituent l’un des cycles les plus importants de la période du maniérisme.
On visite, toujours au premier étage, le hall avec des peintures monochromes du début du XIXe siècle évoquant des célébrations ayant eu lieu au moment de la fondation de la villa. 
Le plafond de la salle à manger est occupé par une grande fresque (1698) d'Anton Domenico Gabbiani, représentant l'œuvre de pacification de Côme l’Ancien, père de la patrie.
L'appartement de Victor-Emmanuel II est composé de quatre pièces ; celui de la Bella Rosina, l'amante du roi, comporte trois pièces, dont une chambre avec lit à baldaquin et des murs entièrement revêtus de soie rose avec motifs floraux (1865). Pour aménager la salle de bains à la française, Élisa Bonaparte a plus tard fait démolir quelques pièces plus anciennes.

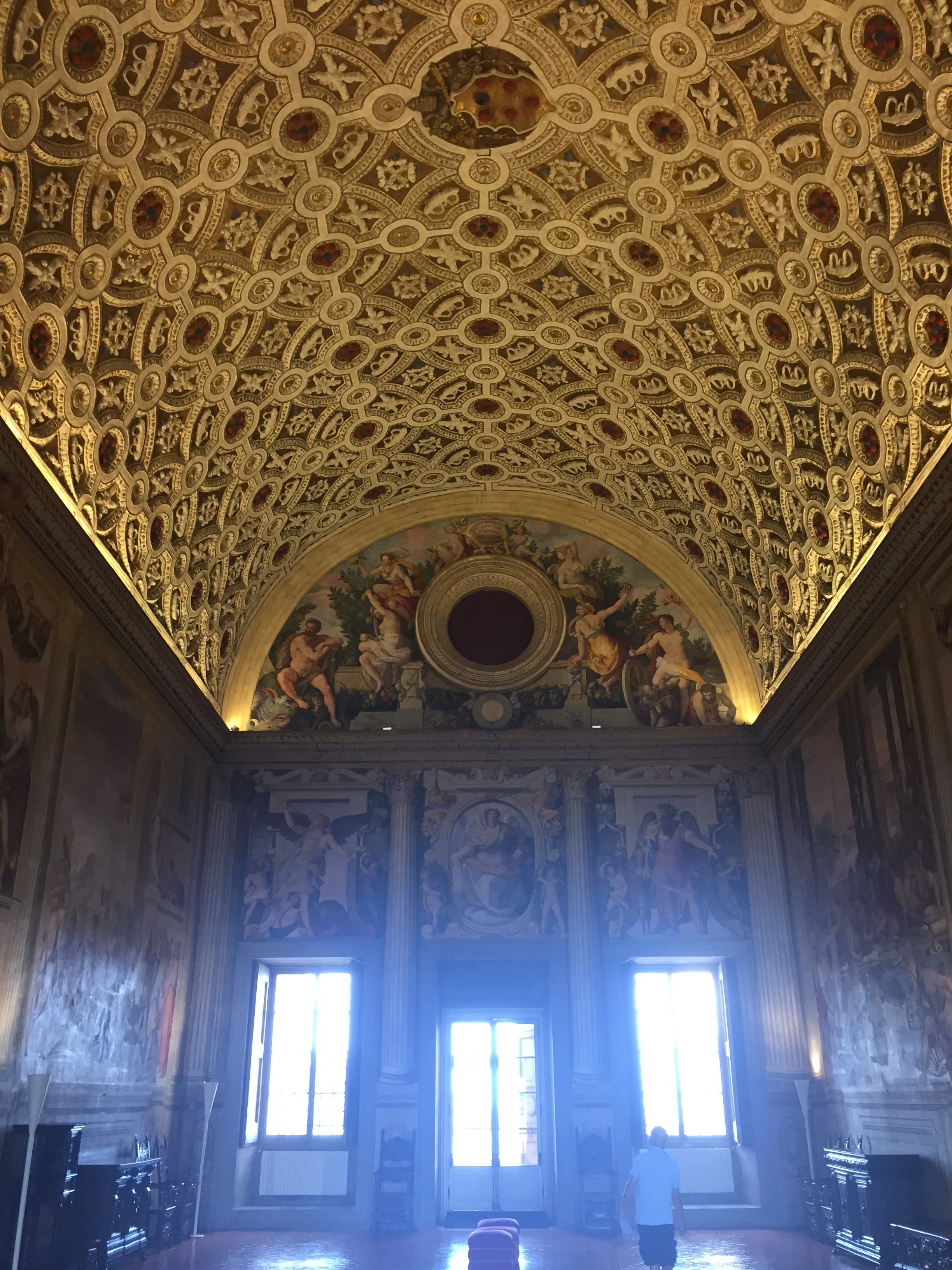
Salle de Leon X de Giuliano da Sangallo dans la Villa médicéenne à Poggio a Caiano

##### Salle de la frise
La salle de la frise (Sala del Fregio) abrite deux chefs-d'œuvre de l'époque des Médicis récemment restaurés : l'original de l'imposante fresque occupant l'architrave du fronton de la loggia et le précieux tapis de la Chasse au cygne, l'un des 36 tapis de la Tapisserie médicéenne destinés à la villa que Giorgio Vasari avait projetés pour Côme Ier. La salle est en outre ornée d'un splendide arbre généalogique de la famille des Médicis.

#### Deuxième étage
Au deuxième étage, le Musée de la nature morte recueille quelque 200 tableaux recouvrant la période de la fin du XVIe siècle au milieu du XVIIIe siècle, provenant des collections des Médicis[réf. nécessaire].

## Les Fresques de la Villa médicéenne
- La Fresque la plus ancienne de la Villa, datant de l’époque de Laurent le Magnifique, est sans nul doute le Sacrifice de Laocoon (selon l’interprétation de Halm) de Filippino Lippi, conservée sous la loge du premier étage et jadis détachée pour restauration. La fresque est citée par Giorgio Vasari comme Un sacrifice, a fresco, dans une loge qui reste imparfaite et qui serait antérieure à la mort de Laurent, ou en tout cas achevée avant 1494. Il n’est pas à relier avec le Laocoon des Musées du Vatican, qui a reçu beaucoup d’admiration dans les cours italiennes, mais qui n’a été retrouvé qu’en 1506.

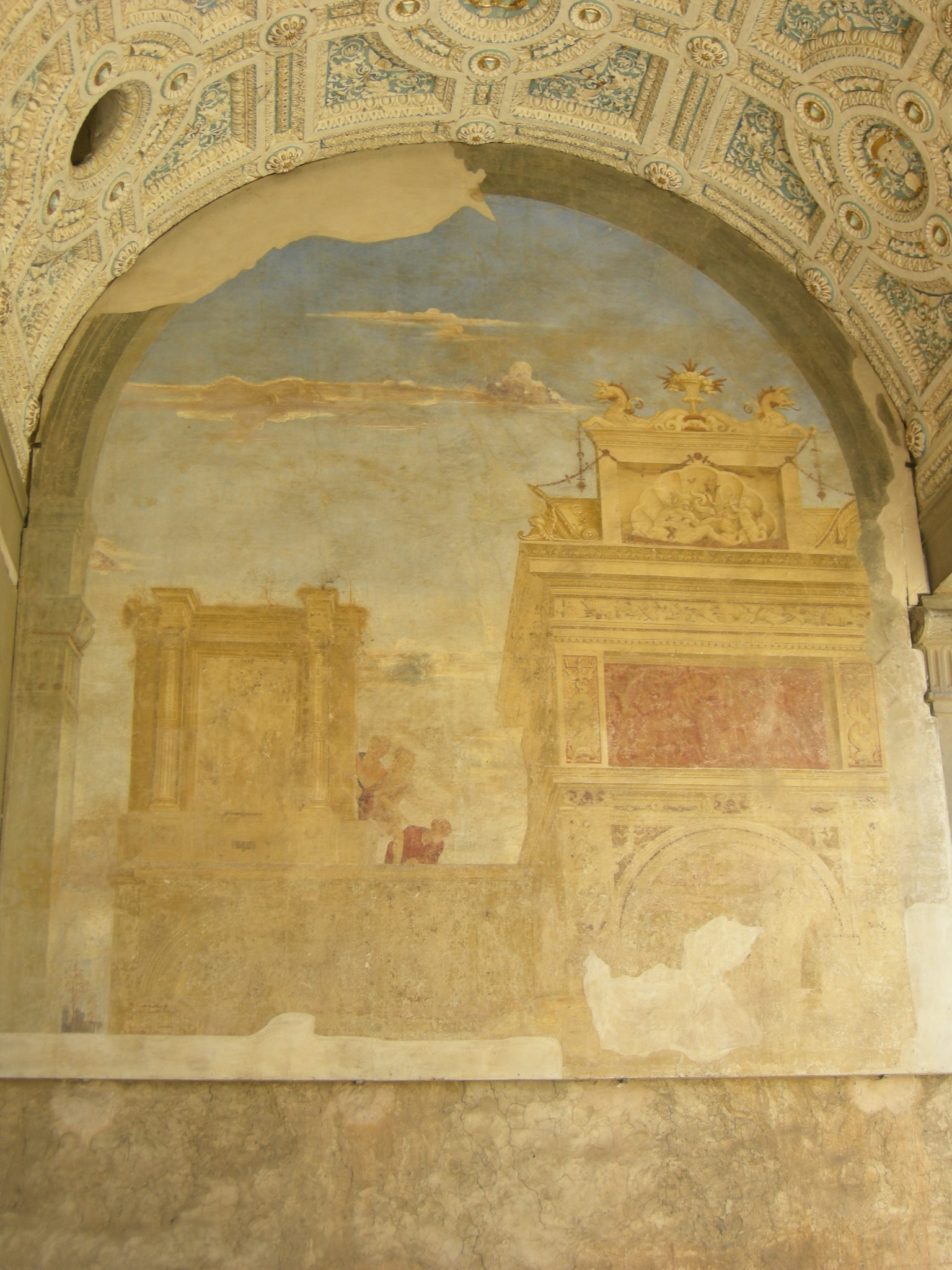
Fresque du Sacrifice, de Filippino Lippi

Les thèmes dominant de la première phase de construction étaient l’interprétation des Anciens romains dans un style moderne et décoratif, et cette fresque témoigne précisément de cette tendance comme l'atteste également la frise du tympan attribuée à Andrea Sansovino et la première lunette peinte par le Pontormo du mythe de Vertumne et Pomone dans le salon Léon X.
- Réalisée entre 1519 et 1521, elle représente les divinités romaines Vertumne et Pomone insérées dans un paysage classique particulier.

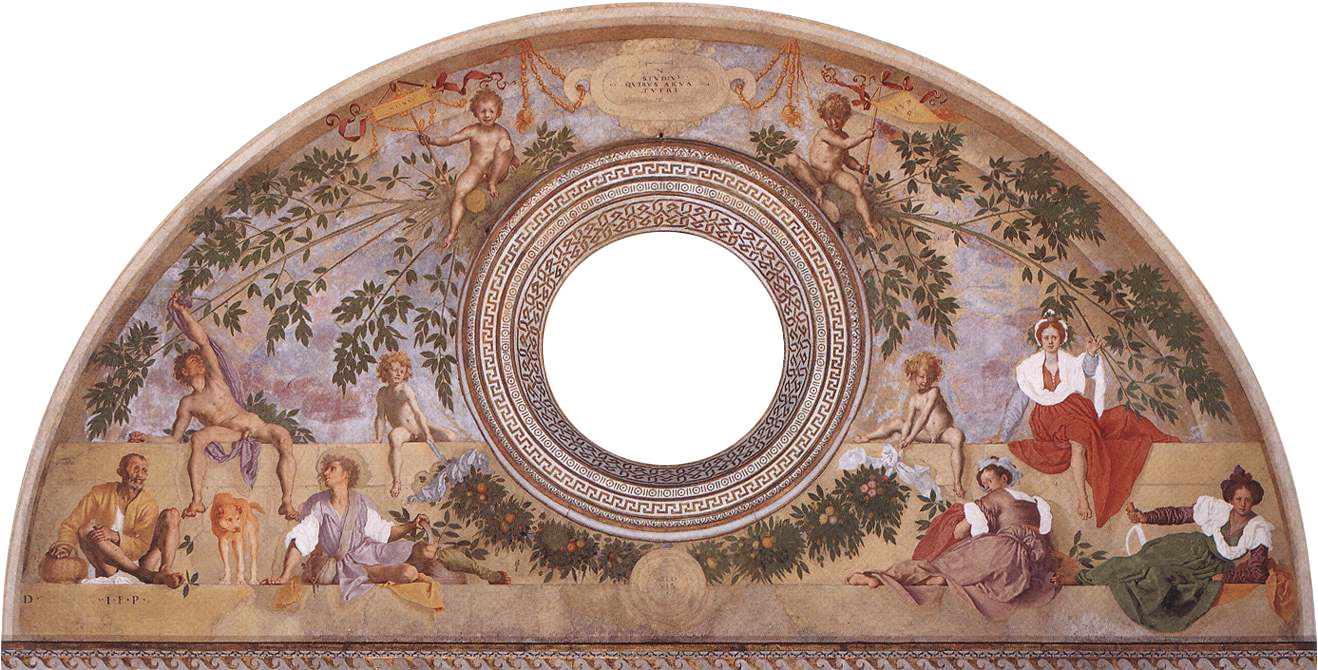
Vertumne et Pomone, Pontormo (1519-1521)

- Entre 1519 et 1521, Andrea del Sarto travaille dans la Villa sur la fresque de l’Hommage à César, une allusion aux dons reçus par Laurent le Magnifique du Sultan d’Égypte en 1487. La fresque se termine environ au tiers de la surface du mur, où plus près du mur extérieur se trouve une grande colonne peinte qui fut ensuite éliminée, et la fresque fut complétée par Alessandro Allori, qui appose sa signature avec celle d’Andrea del Sarto près de l’enfant avec la dinde au premier plan. Avec le temps, le cadre de la fresque primitive est réapparu, coupant la scène en deux, mais a été de nouveau dissimulée par des restaurations récentes.

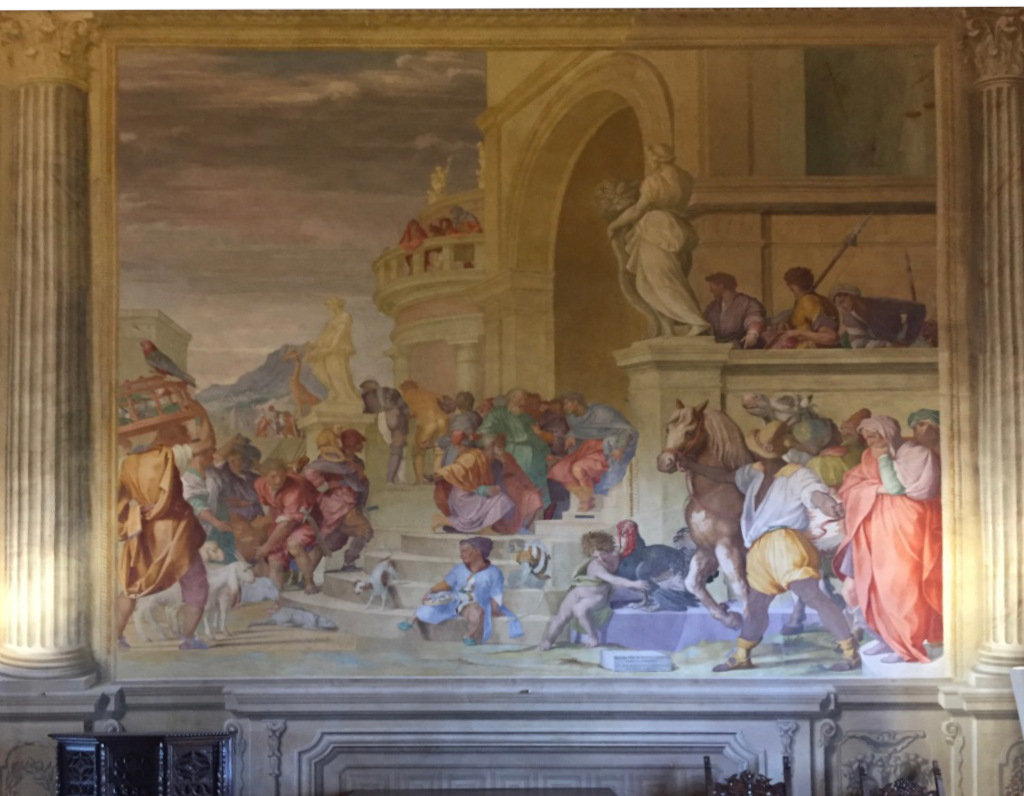
L’Hommage à César d’Andrea del Sarto et Alessandro Allori dans la Salle Leon X

## Lieu de tournage
En 2015, une équipe de l'émission Secrets d'Histoire a tourné plusieurs séquences dans la villa dans le cadre d'un numéro consacré à Laurent de Médicis, intitulé À Florence, Laurent le Magnifique et diffusé le 29 mars 2016 sur France 2.